# 亚历克西丝·普里查德
亚历克西丝·普里查德（英語：Alexis Pritchard，1983年9月24日—），新西兰女子拳击运动员。她曾代表新西兰参加2014年和2018年英联邦运动会拳击比赛，获得一枚铜牌。她也曾参加2012年夏季奥林匹克运动会。